# Atanagildo Pinto Martins
Atanagildo Pinto Martins (Vila de Castro, 8 de setembro de 1772 — Cruz Alta, 1851) foi um sertanista, pecuarista, militar e político brasileiro.
Filho do capitão-mor Rodrigo Félix Martins e de Anna Maria de Jesus, optou pela carreira militar, entrando no quadro de cadetes-oficiais das tropas da Capitania de São Paulo e fazendo parte do Regimento de Milícias de Curitiba. Na patente de alferes, chefiou algumas expedições militares para desbravar o sertão do sul do Brasil Colônia.
Em 1815 explorou a região da cabeceira do rio Chapecó e, em 1816, comandou a Expedição Vereda das Missões, que abriu e oficializou uma nova rota comercial entre São Borja, no Rio Grande do Sul, e a Vila de Castro (na época, vilarejo pertencente a comarca de Paranaguá e Curitiba, território da província de São Paulo). Esta rota foi denominada de Estrada das Missões.
Com a deserção de parte do contingente desta expedição, Atanagildo foi afastado do Regimento de Curitiba e, logo após este episódio, foi incorporado, como capitão, na tropas militares da Província do Rio Grande do Sul para comandar o Corpo de Guerrilhas e combater o caudilho José Gervasio Artigas na chamada Guerra contra Artigas.
Em 1825, já de retorno a sua terra natal, foi eleito Juiz Ordinário na Vila de Castro e promovido a capitão-mor. No final da década de 1820, transferiu residência, juntamente com todos os seus familiares, da Vila de Castro para a região do Planalto Médio e, em 1834, fixou-se na cidade de Cruz Alta, sendo eleito, neste mesmo ano, vereador da primeira legislatura da câmara municipal. Reeleito em vários pleitos eleitorais para o cargo de vereador, na década de 1840 assumiu a presidência da Câmara Municipal.
Promovido a major das forças militares da Província de São Pedro do Rio Grande do Sul, lutou contra as forças da República Rio-Grandense, na Guerra dos Farrapos, principalmente no Combate de Curitibanos, em 1840.
Estancieiro e pecuarista, foi dono da Fazenda Santa Bárbara, e possuía duas carretas, que utilizava para abastecer a região de Rio Pardo de sal.